# Хороший человек идёт на войну
«Хороший человек идёт на войну» (англ. A Good Man Goes To War) — седьмая серия шестого сезона британского научно-фантастического телесериалa «Доктор Кто». Премьера серии состоялась 4 июня 2011 года на канале BBC One. Эта серия является первой частью двухсерийной истории, заканчивающей первую часть сезона, впервые разделённого на части. Вторая часть была показана 27 августа 2011 года.
Эта серия номинировалась на премию Хьюго, но проиграла другой серии из этого же сезона — «Жена Доктора».

## Сюжет
Demons run when a good man goes to war
Night will fall and drown the sun
When a good man goes to war

Friendship dies and true love lies
Night will fall and the dark will rise
When a good man goes to war

Demons run, but count the cost
The battle's won, but the child is lost 
 The fight goes on but what’s it for 
When a good man goes to war 
 
Now rise the sun, now dawn the day 
When good men run and women stay 
When battle’s done and nothing’s won 
It’s a woman’s work to say 
Well then, soldier, how goes the day?
Доктор и Рори выясняют, что Эми была заменена на двойника, неосознанно управляемого настоящей Эми, находящейся в плену на астероиде «Прибежище Демонов». Доктор облетает Вселенную и собирает мини-армию из старых знакомых, чтобы помочь ему освободить Эми, лишь Ривер Сонг отказывается. На базе мадам Ковариан, забравшая ребёнка Эми — Мелоди, готовит человеческое войско для борьбы с Доктором, также на её стороне безголовые монахи. Лорна Бакет даёт Эми платок с именем её дочери на языке лесов Гаммы.
Полковник Мэнтон снимает капюшоны с монахов, показывая ошеломлённым солдатам, что они в самом деле не имеют голов. Но последний монах снимает капюшон сам, у него есть голова, так как это Доктор. Свет отключается, и солдаты, подозревающие каждого безголового монаха, наставляют на них оружие, чем провоцируют ответную агрессивную реакцию. В ответ на это командующий приказывает солдатам сложить оружие, чтобы продемонстрировать мирные намерения. На базу телепортируются дополнительные силы силурианцев, сонтаранцев, джудунов и берут на прицел безоружных солдат; Дэнни Бой снаружи обстреливает базу. «Прибежище демонов» бескровно переходит под контроль Доктора. Мадам Ковариан пытается убежать вместе с Мелоди, но её останавливает Рори и капитан Генри Эвери с сыном Тоби.
Эми и Мелоди теперь в безопасности. Доктор достаёт из ТАРДИС кроватку для Мелоди, заявляя, что когда-то сам лежал в ней. Сонтаранец Стракс ловит Лорну, и та говорит, что вступила в армию только для того, чтобы встретиться с «великим воином». Вастра и Дориум обнаруживают, что Ковариан просканировала Мелоди и что в её ДНК содержится ДНК Повелителя Времени. Доктор понимает, что Мелоди была зачата в медовый месяц Эми и Рори на борту ТАРДИС, в тот момент, когда они летели в вихре времени. Остальные союзники Доктора перегруппировываются. Ковариан, находясь далеко от базы, связывается с Доктором, заявляя, что будет использовать Мелоди в качестве оружия против него. Доктор понимает, что операция прошла слишком легко.
ТАРДИС блокируют силовым полем; во время битвы безголовые монахи убивают Дориума, командира Стракса и Лорну Бакет (первые двое, как выясняется в последующих сериях, выживают). Ковариан дистанционно растворяет ребёнка (двойника), приводя Эми в ужас.
На базу телепортируется Ривер. Доктор злится на неё, потому что та не помогла ему. Ривер указывает ему на то, что всё произошедшее произошло по вине самого Доктора, ведь теперь даже просто его имя способно обратить в бегство армию, а в лесах Гаммы оно ассоциируется с «великим воином». В ответ на вопрос, кто она такая, Ривер показывает Доктору на кроватку, говоря читать внимательнее. Эми видит лишь галлифрейские символы, но Доктор всё понимает. Он улетает в ТАРДИС на поиски Мелоди, не взяв никого на борт, поручив Ривер отправить всех по домам. Эми, угрожая пистолетом, требует от Ривер объяснений, кто она такая. Ривер показывает ей платок с именем Мелоди. Из-за лингвистической способности ТАРДИС, имя «Мелоди Понд» на платке сменяется на «Ривер Сонг», и Ривер говорит Эми и Рори: «Я Мелоди. Я ваша дочь».

## Приквел
28 мая 2011 года, сразу после трансляции серии «Почти люди», BBC выпустила приквел к серии «Хороший человек идёт на войну».